# خاچی خاچیک
خاچی خاچیک که با نام خاچی خاچی، دکتر خاچی یا دکتر خاچیک نیز شناخته می‌شود، یک پژوهشگر موسیقی و موسیقی‌شناس ایرانی-ارمنی است. از او به عنوان اولین کسی که نظام طبقه‌بندی دستگاهی موسیقی ایرانی را به غرب معرفی کرد یاد شده‌است.
خاچی در تهران تحصیل کرد و سپس به آلمان رفت و در آنجا دکترا گرفت. او در زمینهٔ موسیقی ایرانی پژوهش کرد و مقاله‌هایی به فارسی و آلمانی در مورد موسیقی ایرانی منتشر کرده‌است. وی مدتی نیز مدرس موسیقی بود. خاچی جزو گروهی اقلیت در موسیقی‌دانان ایرانی است که تعداد دستگاه‌های موسیقی ایرانی را ۱۲ عدد می‌دانند (بر خلاف اکثریت، که تعدادشان را ۷ عدد می‌دانند).

## زندگی‌نامه
خاچی در تهران تحصیل کرد. سپس به کلن رفت و در دانشگاه کلن در مقطع دکترای موسیقی‌شناسی فارغ‌التحصیل شد. موضوع پایان‌نامه دکترای وی «دستگاه: مطالعات روی موسیقی نوین ایرانی» بود که در آن محتوای ردیف میرزا عبدالله را توضیح داده بود. استاد راهنمای او برای این پایان‌نامه، ماریوس اشنایدر بود.
خاچی بعدها برای بیش از ده سال در مدرسهٔ موسیقی و آواز باد بیرنباخ تدریس کرد. او در سال ۲۰۱۴ بایگانی نت‌های خود را به همین مدرسه بخشید.

## فعالیت‌ها و آثار
خاچی نوازندهٔ ویولن بود و پیش از رفتن به آلمان با موسیقی غربی آشنا شده بود. در مقابل آشنایی او با موسیقی ایرانی محدود بود، چنان‌که در متونی که به آلمانی نوشته بود گاهی از واکه‌های اشتباه استفاده کرده بود (مثلاً نام گوشهٔ قَرَچه از دستگاه شور را به صورت قِرچه نوشته بود).
از خاچی در کنار زاون هاکوپیان، امیر اشرف آریانپور، هرمز فرهت، محمود خوشنام، و سعدی حسنی به عنوان پژوهشگرانی یادشده‌است که از بنیانگذاران تجزیه و تحلیل موسیقی معاصر ایران بودند. همچنین از خاچی در کنار هاکوپیان به عنوان اولین ایرانیانی که در خصوص موسیقی‌شناسی قومی پژوهش کرده‌اند یاد شده‌است.
خاچی همچنین عضو هیئت داوران نخستین دورهٔ عالی موسیقی هنرستان موسیقی ملی بود؛ از جملهٔ هنرآموزان این دوره می‌توان به فرهاد فخرالدینی اشاره کرد. او همچنین در دوره عالی موسیقی‌شناسی هنرستان موسیقی درس «مطالعه مقایسه‌ای خصوصیات موسیقی شرقی و غربی» را در دو دوره (سال‌های ۴۴ و ۴۹) تدریس کرده‌است.
خاچی در مقاله‌ای به زبان آلمانی با عنوان «چارچوب اصولی ایجاد فواصل در دستگاه شور» که در سال ۱۹۶۷ منتشر شد، فواصل به کار رفته در این دستگاه را بررسی و چنین نتیجه‌گیری کرد که در این دستگاه چارچوبی هماهنگ برای فواصل به صورت یک گام وجود ندارد. این مقاله جزو آثار مهم وی تلقی می‌شود که از سویی توسط برخی محققین نظیر برونو نتل حائز اهمیت دانسته شده اما از سوی دیگر توسط کسانی همچون هرمز فرهت درستی آن به چالش کشیده شده‌است.
خاچی چندین مقاله در مجله موسیقی نوشت که بخشی از آن‌ها متمرکز بر نقد موسیقی معاصر ایرانی بودند. این شامل موسیقی غربی که در ایران اجرا شود نیز می‌شود، که از این دست می‌توان به مطلبی از وی در شمارهٔ ۱۰۲ مجله موزیک ایران (آبان ۱۳۳۹) با عنوان «بوته انتقاد» اشاره کرد که در نقد یک رسیتال پیانو و یک کوارتت بود که به ترتیب از سوی انجمن ایران و آمریکا و انجمن فیلارمونیک تهران اجرا شده بودند. وی همچنین به تحلیل آثار دیگر موسیقی‌شناسان معاصر خود نیز می‌پرداخت، که پاسخش بر مقاله‌ای از محمود خوشنام با عنوان «غم در موسیقی ایران» از آن جمله است.
به گفتهٔ جلال اندرمانی‌زاده، خاچی در اولین کنگرهٔ حزب توده که با نام کنفدراسیون جهانی محصلین و دانشجویان ایرانی-اتحادیه ملی در سال ۱۳۳۲ در شهر بن برگزار شد، عضو هیئت دبیران بود و نقش دبیر هنر را بر عهده داشت.

### نقد
نوشته‌های خاچی گاه مورد انتقاد دیگر موسیقی‌شناسان قرار گرفته‌است. به‌طور ویژه، پایان‌نامهٔ او که به صورت یک کتاب هم منتشر شد، حاوی اشتباه‌های قابل توجه دانسته شده‌است از جمله این که برخی از مطالبی که خاچی از آثار فرصت شیرازی اقتباس کرده بود، به اشتباه به خود فرصت نسبت داده شده (در حالی که فرصت صرفاً مطالب گذشتگان را نقل می‌کرده) و نیز تعداد مقام‌ها در این کتاب به اشتباه ۱۰ عدد ذکر شده، در حالی که متن مرجع گفته بود که مقام‌ها ۱۲ عدد هستند و صرفاً سه‌تایشان (عشاق، نوا و بوسلیک) از نظر گام با هم شباهت دارند اگر چه از درجه‌های مختلفی از آن گام مشترک شروع می‌شوند. همچنین قسمت‌های عمده‌ای از این اثر، تکراری بر آثار پیشین مهدی برکشلی و هنری جرج فارمر دانسته شده‌است.
همچنین خاچی تعداد دستگاه‌های موسیقی ایرانی را ۱۲ عدد می‌دانست، که ممکن است ناشی از ناآشنایی او با موسیقی ایرانی و ناتوانی از تفکیک دستگاه‌ها از ملحقاتشان باشد (نظیر این که آواز ابوعطا جزو ملحقات دستگاه شور است و یک دستگاه جداگانه نیست). با این حال، این دیدگاه او بعداً توسط هرمز فرهت و برونو نتل هم به کار گرفته شد، اگر چه آن‌ها ظاهراً طبقه‌بندی دوازده‌گانه را صرفاً به خاطر سادگی‌اش ترجیح می‌دادند.
با این حال، این نظریه مورد قبول بیشتر موسیقی‌شناسان نیست تا آنجا که محمدتقی مسعودیه که چند سال بعد در دانشگاه کلن شاگرد ماریوس اشنایدر بود هم، تقسیم‌بندی هفت دستگاه و پنج آواز را به کار گرفت.

## یادداشت
1. ↑  در متون انگلیسی و آلمانی نام او به صورت Dr. Khatchi Khatchi یا Dr. Khatschi Khatschi آمده‌است؛ در متونی که خودش در مجله موسیقی منتشر کرده، امضا مطالب به صورت «دکتر خاچی» است.
2. ↑  Der Dastgah: Studien zur Neuen Persischen Musik
3. ↑  Marius Schneider
4. ↑  Sing- und Musikschule Bad Birnbach
5. ↑  Das Intervallbildungsprinzip des Persischen Dastgah Shur